# Dzvinka Matiyash
Dzvìnka Valentinìvna Matìâš ou Dzvinka Matiiash, née le 16 novembre 1978 en Ukraine, est une écrivaine et traductrice ukrainienne.

## Biographie
Dzvinka Valentinìvna Matiyash suit des études à l’Université nationale Académie Mohyla de Kiev, puis intègre le Collège européen des universités polonaises et ukrainiennes de Lublin en Pologne, où elle s’intéresse à de nouveaux champs, dont la géométrie sacrée, le développement personnel et les cartes métaphoriques. Elle est la sœur de la poétesse et critique littéraire, Bohdana Matiyash.

## Carrière littéraire
Dzvinka Matiyash est l’autrice d’une dizaine de livres pour adultes traduits en différentes langues, tout comme d’ouvrages de littérature d'enfance et de jeunesse. Elle travaille également comme traductrice.
Le recueil de nouvelles Histoires sur les roses, la pluie et le sel, est son premier livre traduit et édité en France par les Éditions Bleu & Jaune en 2020. L’ouvrage réunit une sélection de nouvelles ou miniatures littéraires, qui relient avec poésie les dimensions humaine et divine de chaque situation ou miracle quotidien,.

## Reconnaissance
Dzvinka Matiyash est lauréate à deux reprises du prestigieux prix littéraire BBC Ukrainian Book of the Year, et cela notamment avec l’ouvrage Histoires sur les roses, la pluie et le sel en 2012. À travers ses œuvres, l’écrivaine s’impose comme l’une des meilleurs stylistes de la littérature ukrainienne contemporaine.
En 2020, Histoires sur les roses, la pluie et le sel  est sélectionné dans la catégorie de la meilleure traduction aux Prix Révélation SGDL par la Société des gens de lettres.

## Publications
Traductions françaises
- Histoires sur les roses, la pluie et le sel, traduit de l’ukrainien par Justine Donche-Horetska, Éditions Bleu & Jaune, 227p, 2020,  (ISBN 9791094936092)